# کااس‌ب
کی‌اس‌بی یا کااس‌ب سازنده پمپ‌ها و شیرهای صنعتی است. دفتر مرکزی آن در فرانکنتال، آلمان واقع است. گروه کا اس ب دارای سازمان فروش و بازاریابی، تأسیسات تولیدی و عملیات سرویس در همه قاره‌ها است. این شرکت دارای بیش از ۱۶٬۰۰۰ کارمند است و درآمد حاصل از فروش سالانه آن بیش از دو میلیارد و دویست میلیون یورو برآورد می‌شود.

## تاریخچه
در سال ۱۸۷۱ یوهانس کلاین حق امتیاز اختراع جدیدی به نام «واحد تغذیه دیگ بخار» را دریافت کرد. او به همراه فرِدریک شانزلین و یاکوب بِکِر شرکتی به نام «کارخانه ماشین‌آلات و تجهیزات فرانکنتالیِ کلاین، شانزلین و بِکِر» را به منظور تولید شیرآلات صنعتی و تجهیزات مرتبط با دستگاه بخار احداث نمود که اول اسم هر کدام از شرکا موجب تغییر نام فعلی شرکت به «کی‌اس‌بی» گردید.

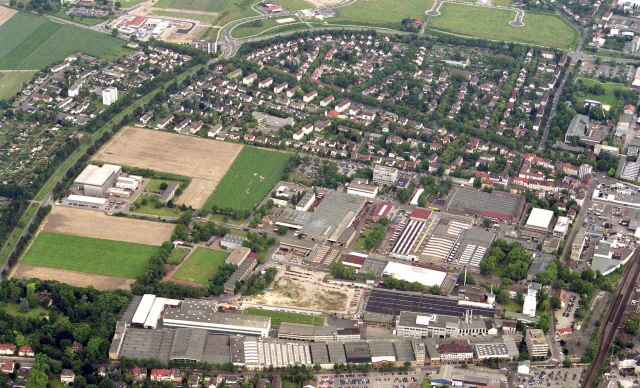
محل شرکت در فرانکنتال
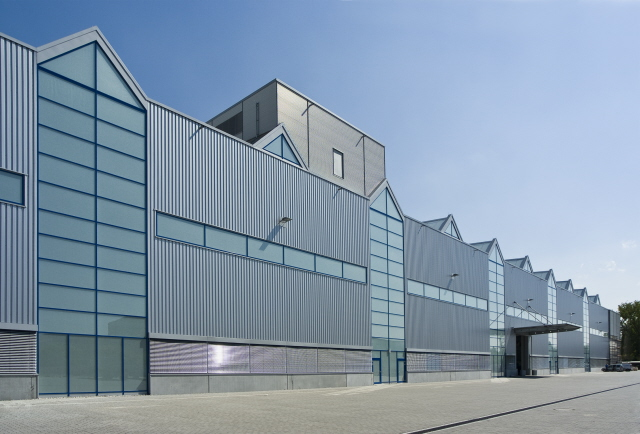
سالن تولید و آزمایشگاه برای محصولات بزرگ در واحد فرانکنتال
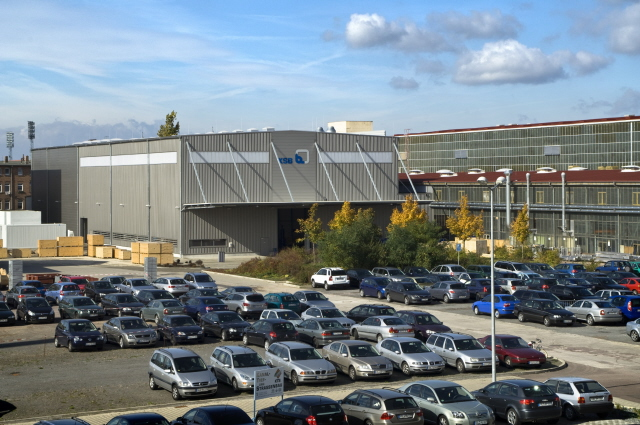
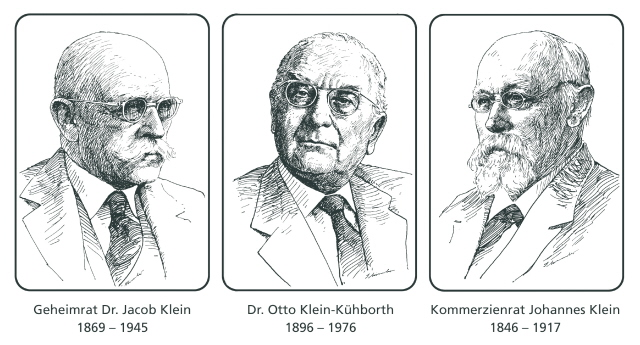
افراد کلیدی در تاریخچه شرکت

## بازار و امکانات
در گروه کااس‌ب، پمپ های گریز از مرکز حدود دو سوم درآمد فروش را تشکیل می دهند. این پمپ ها و همچنین شیرها به پیمانکاران مهندسی و کاربران نهایی فروخته می شوند یا در برخی موارد از طریق نمایندگی ها توزیع می شوند. همین روال در مورد سیستم های کنترل و مانیتورینگ و واحدهای بسته بندی پمپ و شیر نیز همینطور می باشد. 
بهترین بازار فروش برای این محصولات، اروپا است، جایی که کااس‌ب تاسیسات اصلی تولید خود را در آلمان و فرانسه اداره می کند. کارخانه اصلی کااس‌ب در فرانکنتال (راینلاند-فالتس)، همچنین بزرگ‌ترین کارخانه آن در اروپا است، همچنین شرکت کااس‌ب دارای سایت‌های تولیدی در پگنیتس (بایرن) و هاله (زاکسن-آنهالت) در آلمان، و لا روش-شاله در فرانسه می باشد.
دومین بازار بزرگ برای محصولات کااس‌ب منطقه آسیا بوده و پس از آن منطقه آمریکا/اقیانوسیه و منطقه خاورمیانه/آفریقا می باشند. همچنین شرکت کااس‌ب در خارج از اروپا، دارای سایت‌های تولیدی در کشورهای برزیل، چین، هند و ایالات متحده آمریکا می باشد.